# Daniel Viklund (journalist)
Nils Daniel Viklund, född 18 september 1908 i Oviken i Jämtland, död 28 september 1996 i Uppsala, var en svensk journalist och författare.
Viklund arbetade för Dagens Nyheter och var utrikeskorrespondent i London och Paris samt skrev flera böcker om europeiskt samarbete.
Han bodde under stora delar av sitt liv ute i Europa, men avled i Uppsala.

## Biografi
Viklund avlade studentexamen vid Östersunds högre allmänna läroverk 1929. Han påbörjade därefter studier vid Uppsala universitet, där han blev fil. kand. 1933. Under studietiden var han mycket aktiv i Norrlands nation, bland annat som ordförande i talföreningen, i Jamtamot och som nationens krönikör. Han blev senare hedersledamot vid nationen år 1990.
Viklund började sin professionella bana på Upsala Nya Tidning år 1933, där han stannade i fem år. Efter en kort sejour som chefredaktör på Lunds Dagblad tillträdde han 1939 som Dagens Nyheters utrikeskorrespondent i London, där man tidigare inte hade någon. Därefter avslutade han sitt arbetsliv som korrespondent i Paris åren 1969–1974, och under dessa år åkte han ofta till och från Bryssel.

### Korrespondent för DN
Några månader före krigsutbrottet 1939 stationerades Viklund som DN:s korrespondent i London, och där verkade han i 30 år med avbrott för längre sejourer i framför allt Tyskland men också i USA. Under andra världskriget rapporterade han hem till Sverige om krigsutbrottet och även bombnätterna: tyskarnas Blitzen-attacker och V1- och V2-raketerna. I London tillhörde han den exklusiva gruppen "the Viklund group", som ett par gånger i månaden fick informell information i premiärminister Winston Churchills kvarter på 10 Downing Street. I ett opublicerat verk skriver Viklund: "Förutsättningen var att mötet med Churchill inte omtalades utåt och att han inte fick citeras, vidare att ingen närvarande fick göra anteckningar. Några bröt mot regeln därvidlag, men själv råkade jag sitta bredvid Churchill och följde den alltså." Han stannade i London fram till år 1969, förutom en kortare sejour – 1948–1950 – i Berlin. För sin professionalism blev han snart känd i London både bland kollegerna och bland brittiska makthavare på olika nivåer. I utlandskorrespondenternas förening FPA var han en period ordförande.
Under sin tid som utrikeskorrespondent på Dagens Nyheter blev han en av Sveriges mest respekterade reportrar. London-tidningen World's Press News kallar Viklund i en artikel för "one of the best informed correspondents here." 

### Efterkrigstiden och EU
När det gäller bevakningen av det ekonomiska och militära samarbetet i Europa under efterkrigstiden var Daniel Viklund en pionjär. EU och dess föregångare EEC och EG blev hans specialområde. Han följde varje fas i utvecklingen i Bryssel från första början. Kort före sin bortgång gjorde han de sista uppdateringarna för en ny upplaga av sin bok Att förstå EU : Sverige och Europa som blivit något av ett standardverk.

### Den första svenska kontakten med satellit
År 1962 blev Viklund den första svenska reporter som kontaktade en svensk tidning via satellit. Detta skedde via kommunikationssatelliten Telstar, som tagits i bruk år 1962. DN-artikeln som rapporterar om denna första kontakt inleds: "Detta är en hälsning från amerikaner i staten Maine till DN-läsare i Sverige..." I texten går det också att läsa: "Fin ljudkvalitet var det på det historiska Telstarsamtalet till Dagens Nyheter i Stockholm. Det hördes lika bra som om Daniel Viklund suttit i ett rum i närheten och ringt. När Viklund läst in sitt reportage kom ett kraftigt rymdbrus (som man kan höra på TV när sändningen är slut), men det var en olyckshändelse som den kvinnliga telefonisten i Portland, Maine, livligt beklagade." 

## Familj
Daniel Viklunds föräldrar var folkskolläraren Johan Daniel Viklund (född 5 januari 1877), och Beda Kristina Mårtensson (född 17 april 1887). Viklund gifte sig 1934 med Ilse Katsch från Tyskland (1912–1992). De träffades några år tidigare när hon var barnsköterska hos en prästfamilj i Svabensverk. Hon åkte senare tillbaka till sina föräldrar i Tyskland. År 1934 gifte de sig i Gera i Tyskland och var sedan gifta till hennes död. Viklund hade tre barn: Inger, Eva och Arne.
Daniel Viklund är begravd på Uppsala gamla kyrkogård.